# Bierawa (stacja kolejowa)
Bierawa – stacja kolejowa we wsi Bierawa, w powiecie kędzierzyńsko-kozielskim, w województwie opolskim, w Polsce.

## Ruch pasażerski
| Rok  | Wymiana pasażerska na dobę |
| ---- | -------------------------- |
| 2017 | 20-49                      |
| 2022 | 20-49                      |

Przy stacji znajduje się bocznica kolejowa Zakładów Azotowych Kędzierzyn, której łączna długość wynosi 75 km z 70 punktami przeładunkowymi (w posiadaniu PKP znajduje się 1,53 km łącznicy 890). Obsługiwane są tutaj między innymi specjalistyczne cysterny do przewozu chemikaliów. Głównym operatorem bocznicy jest przedsiębiorstwo CTL Chemkol wchodzące w skład grupy Chem Trans Logistic.